# إيلين دولان
إيلين دولان (بالإنجليزية: Ellen Dolan)‏ هي ممثلة أمريكية، ولدت في 16 أكتوبر 1955 في مونتايسلو في الولايات المتحدة.

## أعمال

### مسلسلات
- غايدنغ لايت

## وصلات خارجية
- إيلين دولان على موقع IMDb (الإنجليزية)
- إيلين دولان على موقع ألو سيني (الفرنسية)
- إيلين دولان على موقع أول موفي (الإنجليزية)
- إيلين دولان على موقع قاعدة بيانات الفيلم (الإنجليزية)
- إيلين دولان على موقع كينوبويسك (الروسية)